# Торіль (Касерес)
Торіль (ісп. Toril) — муніципалітет в Іспанії, у складі автономної спільноти Естремадура, у провінції Касерес. Населення — 178 осіб (2010).
Муніципалітет розташований на відстані близько 190 км на захід від Мадрида, 70 км на північний схід від Касереса.
На території муніципалітету розташовані такі населені пункти: (дані про населення за 2010 рік)
- Ла-Ергіхуела: 38 осіб
- Мауліке: 22 особи
- Мірабель: 23 особи
- Сальто-де-Торрехон: 0 осіб
- Торіль: 95 осіб

## Демографія
Динаміка населення (INE ):

## Галерея зображень

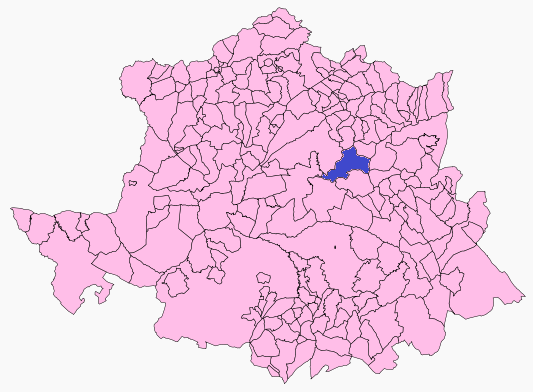
Розташування муніципалітету у провінції Касерес